# Districte de Comas
Comas és un districte de la província de Lima, Perú. Situat dins de l'àrea nord de la ciutat de Lima, és un dels districtes més populosos del país.

## Geografia
El districte té una superfície de 48,75 km². El seu centre administratiu està situat 140 metres sobre el nivell del mar.
Limita cap al nord amb Carabayllo, a l'est: San Juan de Lurigancho, al sud amb el districte d'Independencia i a l'oest amb Puente Piedra i Los Olivos.

## Demografia
Segons el cens de 2005, de l'INEI, el districte té 464.745 habitants, una densitat de població de 9.533,2 persones/km² i 100.950 cases.

## Història
Durant els seus primers anys d'existència, Comas era un pueblo joven. Comes té els seus començaments humils, com a resultat directe de les moltes invasions organitzades, per immigrants durant els anys 1970. La majoria d'aquests immigrants arriben de les regions de Junín i Huancavelica, a la sierra central del Perú.

## Pobresa
Comas solia ser un dels districtes més pobres a Lima, fins que no fa gaire es va anar convertint en un barri residencial de classe mitjana.

## Transport i comunicacions
Hi ha 3 carreteres principals que travessen el districte: Avinguda Túpac Amaru, Avinguda Universitaria i l'Autopista Chillón-Trapiche.

## Avui
L'economia de Comas, les infraestructures, i la societat civil ha augmentat a un ritme extremadament ràpid en la darrera dècada. Presumeix de classe mitjana i ha crescut des de l'etiqueta de  pueblo joven  en un passat no tan llunyà. Malgrat el progrés visible, encara es veuen pueblos jovenes creixent en el seu si.

## Altres dades
L'única escola d'aviació civil al Perú és localitzada a Comes, a l'Aeroclub de Collique .